# سميكة (سوريا)
سميكة مزرعة في قرية حكر الشيخ محمود في ناحية رأس الخشوفة في منطقة صافيتا التابعة لمحافظة طرطوس.